# 拉瓦伊坦博區
12°05′47″S 76°23′20″W / 12.0965°S 76.3889°W
拉瓦伊坦博區（西班牙語：Distrito de Lahuaytambo），是秘魯的一個區，位於該國中南部利馬大區的瓦羅奇里省，始建於1943年12月31日，面積81.9平方公里，海拔高度3,338米，2005年人口803，人口密度每平方公里9.8人。